# RhB Be 4/4
Die sechs Elektrotriebwagen der Serie Be 4/4 mit den Betriebsnummern 511 bis 516 kommen bei der Rhätischen Bahn (RhB) im Regionalverkehr zum Einsatz.

## Geschichte
Die RhB sah sich in den 1960er Jahren mit stetig steigenden Fahrgastzahlen und auch steigenden Anforderungen an das Rollmaterial konfrontiert. Gerade die Ansprüche der Fahrgäste an das Rollmaterial hatten sich geändert. Dies veranlasste die RhB zu eingehenden Studien, was denn für neues Rollmaterial angeschafft werden sollte. Diese zeigten unter anderem, dass Bedarf für ein zeitgemässes Fahrzeugkonzept im Vorortsverkehr um Chur bestand. So beschloss die RhB Ende Oktober 1968, vier moderne dreiteilige Pendelzüge zu bestellen. Diese sollten neben dem Vorortsverkehr um Chur auch für Sportzüge eingesetzt werden können.
Im Jahr 1971 lieferten die Unternehmen FFA (Wagenkästen), SIG (Drehgestelle) und SAAS (elektrische Ausrüstung) die ersten vier Triebwagen (Nummern 511–14) an die RhB, seinerzeit die ersten serienmässigen Triebfahrzeuge der Schweiz mit stufenloser elektronischer Leistungsregelung (Phasenanschnittsteuerung mittels Thyristoren). Gleichzeitig stellte die RhB die dazu passenden Zwischenwagen B 2411–14 und Steuerwagen ABDt 1711–14 in Dienst, so dass vier dreiteilige Pendelzüge gebildet werden konnten. Im Gegensatz zum übrigen RhB-Rollmaterial besitzen die Be 4/4-Pendelzüge automatische Kupplungen und Druckluftbremsen; ein gemischter Einsatz mit anderen Fahrzeugen ist deshalb nicht möglich. 1979 beschaffte die RhB zwei weitere praktisch baugleiche Züge mit den Endnummern 15 und 16. Nachdem 1988 vier zusätzliche Zwischenwagen (B 2417–20) hinzugekommen waren, konnten auch vierteilige Züge verkehren. Ab 1994 durchliefen die Fahrzeuge ein umfangreiches Refit-Programm, wobei die elektrische Ausrüstung mit Ausnahme der Fahrmotoren komplett erneuert wurde.

## Technisches

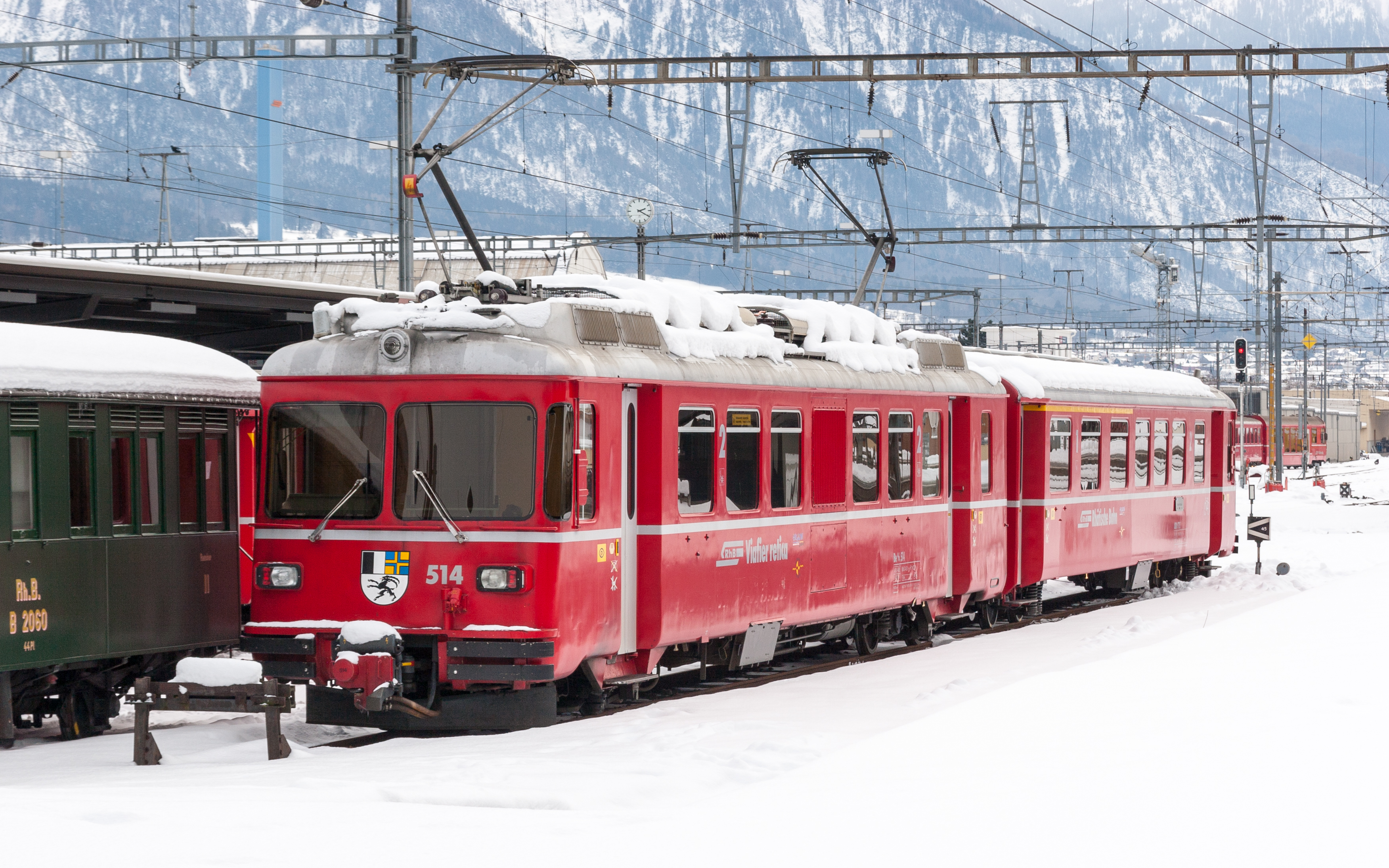
Zweiteilige Komposition in Landquart (2010)

Die Triebwagen sind als Stahl-Schweisskonstruktion ausgeführt. Diese mussten statisch als Neukonstruktion angesehen werden, weshalb an den Rohbauwagenkasten Belastungsversuche mit entsprechenden Messungen durchgeführt wurde. Die dazugehörenden Wagen besitzen im Gegensatz dazu vollverschweisste Leichtmetall-Wagenkästen. Die gesamte Zugskomposition war von Anfang an darauf ausgelegt, einmännig bedient zu werden. Deshalb sind alle Türen mit einer pneumatischen Türschliessung ausgestattet, die vom Führerstand aus betätigt werden kann (seitenselektive Türfreigabe). Die Türen besitzen Druckknopf-Vorauswahltasten neben den Türen. Auch besitzen sie eine Türschliessautomatik, die beim Anfahren die Türen selbsttätig schliesst und während der Fahrt geschlossen hält. Bei der Inneneinrichtung wurde auch darauf geachtet, dass genügend Haltestangen vorhanden sind, da im geplanten Einsatz durchaus mit Stehpassagieren gerechnet werden musste. Alle Achsen sind scheibengebremst. Die Drehgestelle sind mit Seitenanlenkern versehen und besitzen keine Drehzapfen. Der Triebwagen besitzt zwei zweiachsige Drehgestelle mit Einzelachsantrieb, die Achsformel lautet dementsprechend Bo’Bo’. Die Triebmotoren sind gegenläufig, mit entsprechend angepassten Getrieben, angeordnet. Diese – zwar aufwendigere – Anordnung hat Vorteile in der Laufruhe des Drehgestells.
Die eingebaute Vielfachsteuerung ist für den Betrieb von bis zu drei Einheiten ausgelegt. Um ein schnelles Kuppeln und Entkuppeln zu gewährleisten, wurden automatische +GF+-Kupplungen in der Ausführung für Vorortsbahnen (GFV) eingebaut, bei denen neben der mechanischen Verbindung zugleich auch die elektrischen und pneumatischen Leitungen gekuppelt werden.
Die Fahrzeuge verfügen über eine Beschleunigung von 0,8 m/s². Die zulässige Endgeschwindigkeit beträgt 90 km/h. Die elektrische Bremse kann ebenfalls mit einer Verzögerung von 0,8 m/s² den Zug bis auf eine Geschwindigkeit von 20 km/h abbremsen. Darunter schaltet sich die elektropneumatische Bremse selbsttätig zu, um die abfallende Bremsleistung der elektrischen Bremse zu kompensieren. Die elektrische Bremse ist auch auf die Dauerbelastung ausgelegt, die bei einer Anwendung als Beharrungsbremse bei einem vollausgelasteten Zug in einem 45 ‰ Gefälle auftritt (z. B. Davos – Küblis). Die Stundenleistung beträgt 780 kW bei 45 km/h.

## Betriebliches

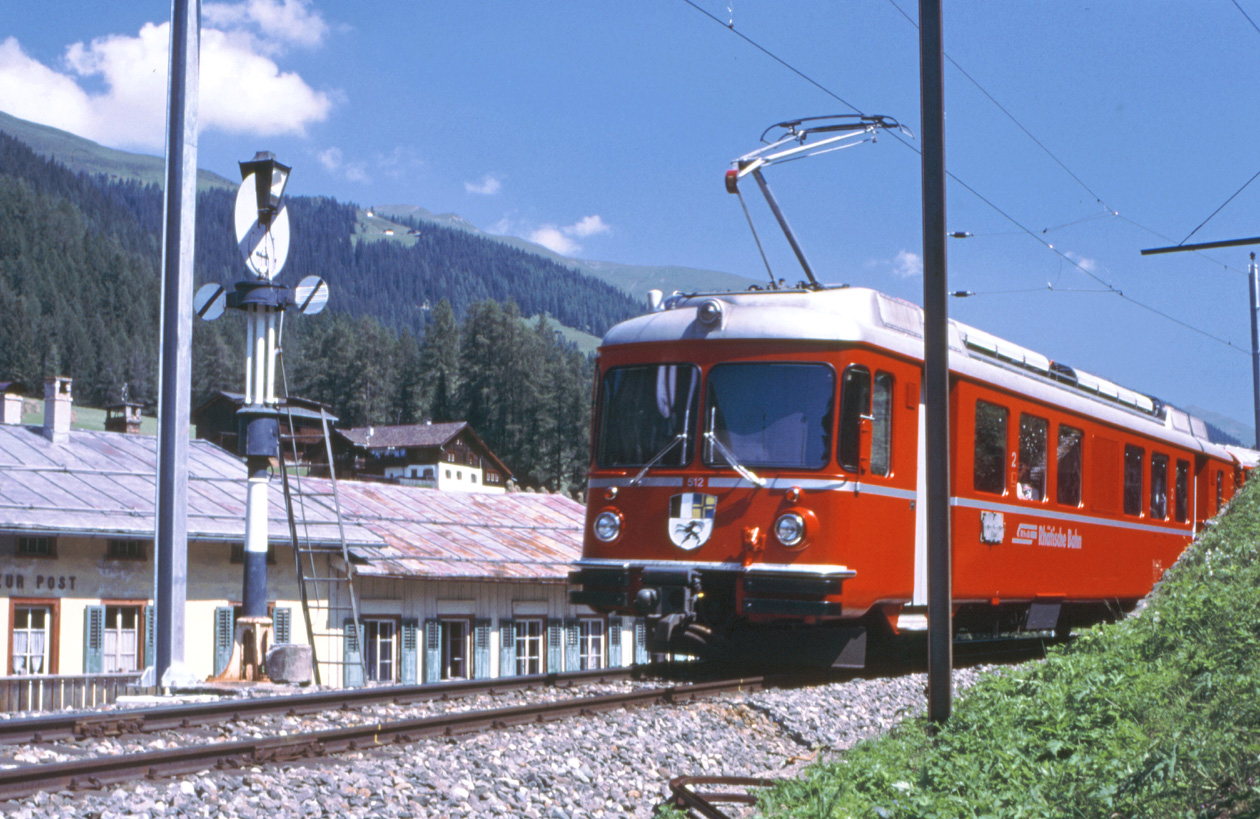
Be 4/4 512 und Hippsche Wendescheibe bei Glaris, 1986

Der Triebwagen selbst bietet 40 Sitzplätze 2. Klasse. Der bestellte Zug mit einem B-Zwischenwagen und dem Steuerwagen bietet insgesamt 12 Sitzplätze 1. Klasse, 136 Sitzplätze 2. Klasse und zusätzlich 22 Klappsitze.
Haupteinsatzgebiet der Vorortspendel war und ist der Regionalverkehr im Raum Chur. Einsätze auf der Linie Davos – Filisur sowie im Oberengadin blieben kurze Episoden.
Am späten Abend des 11. September 2011 entgleiste auf der Carrerabach-Brücke (zwischen Reichenau und Ilanz) infolge eines Schuttkegels der Steuerwagen und der nachfolgende Wagen eines Zuges. Bei dem Unfall wurden drei Insassen leicht verletzt, am Fahrzeug entstand grosser Sachschaden.
Obwohl die Be 4/4 durch die neuen ABe 4/16 ersetzt werden, wurde der beschädigte Steuerwagen ABDt 1716 in der Hauptwerkstätte in Landquart wieder aufgebaut. Dazu wurden Teile des Mittelwagens B 2415 verwendet, welcher ebenfalls im Unfallzug eingereiht war. Dieser diente als Ersatzteilspender und wurde im Mai 2012 abgebrochen.
Seit die ABe 4/16 den S-Bahn-Betrieb zwischen Thusis, Chur, Landquart und Schiers übernommen haben, sind die Be 4/4-Pendel hauptsächlich rund um Davos, auf den Verstärkerfahrten nach Klosters eingesetzt. Im September 2020 werden sie auch dort nach und nach durch die neuen «Capricorn»-Züge ersetzt und nur noch als Reserve vorgehalten.
Am 29. Januar 2021 wurde der erste Zug bestehend aus Be 4/4 511, B 2412, B 2414 und ABDt 1715 nach Chur zum Abbruch überführt. Weitere Garnituren folgten im Laufe des Jahres 2021.
Im Hinblick auf den erwarteten Mehrverkehr während das Bundeslagers 2022 mova der Pfadibewegung Schweiz mit 30'000 Teilnehmern im Goms hat die Matterhorn-Gotthard-Bahn (MGB) die verbleibenden zwei Zugskompositionen von der RhB gekauft. Am 20. Dezember 2021 wurden die Triebwagen Be 4/4 514 und 515 mit den Steuerwagen ABDt 1711 und 1716 und jeweils zwei eingereihten Zweitklass-Zwischenwagen (B 2413, B 2418–2420) in Disentis/Mustér ins Netz der MGB überführt. Wegen des fehlenden Zahnradantriebs wurden die beiden Garnituren jeweils einzeln von der HGe 4/4 108 über die Zahnstangenrampen nach  Andermatt befördert, wobei ein Teil der Antriebs- und Bremsleistung von den Be 4/4 erbracht wurde. Aus Sicherheitsgründen war die Zahnradlokomotive stets talseitig im Zugverband eingereiht. Von Andermatt bis zu ihrem vorübergehenden Abstellort in Reckingen verkehrten die beiden Garnituren in Vielfachsteuerung.

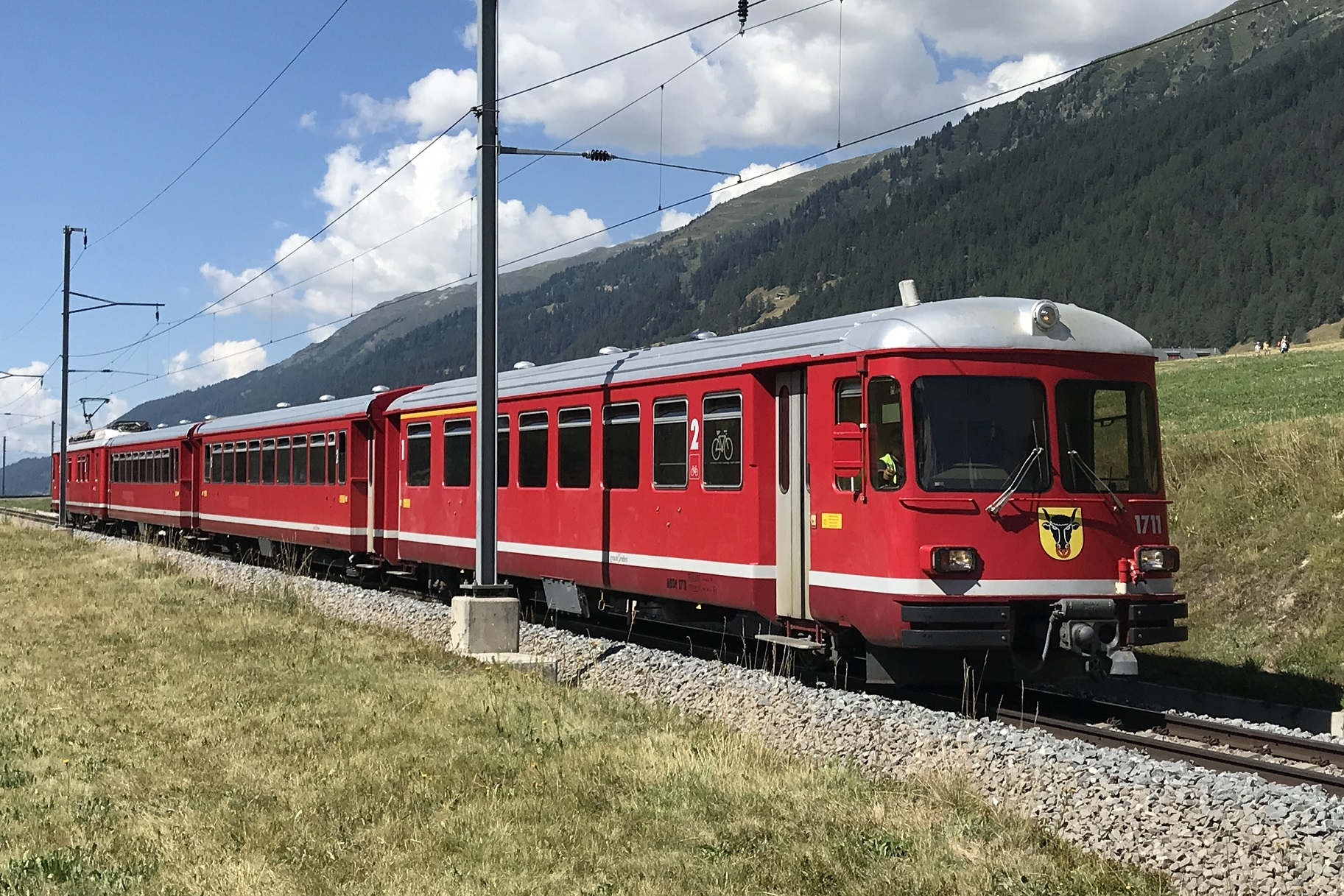
Pendelzug der MGB bei Geschinen anlässlich des Pfadfinder Bula 2022 mova

Während den Lagerwochen im Juli und August 2022 wurden die Stammnetzpendelzüge in zahlreichen Extrazügen auf der Adhäsionsstrecke zwischen Fürgangen-Bellwald Talstation und Andermatt eingesetzt. Dabei erhielten die beiden auf der Seite von Brig angeordneten Triebwagen auf Initiative von BEMO Modelleisenbahnen auf der Stirnseite anstelle des Wappens des Kantons Graubünden das Wappen vom Kanton Wallis, die beiden auf der Seite von Andermatt angeordneten Steuerwagen erhielten auf der Stirnseite anstelle des Wappens des Kantons Graubünden das Wappen vom Kanton Uri, sinngemäss wie es auch die Lokomotiven Ge 4/4 auf der Stirnseite hatten beziehungsweise immer noch haben.
Direkt im Anschluss am 7. August 2022 wurden die beiden Pendelzüge zurück an die RhB verkauft und nach Landquart überführt und neu zusammengestellt. Der Be 4/4 515 mit dem Zwischenwagen B 2413 und dem Steuerwagen ABDt 1716 wurden unmittelbar nach Reichenau-Tamins auf ein Abstellgleis überstellt, die drei Zwischenwagen B 2418-2420 wurden für den Abbruch überführt. Für die historische Erhaltung der Züge bzw. Teile davon besteht Interesse von Privaten und Vereinen. Dabei soll der Steuerwagen ABDt 1711 von einem privaten Käufer übernommen werden und der Führerstand des Triebwagens 514 soll im Bahnmuseum Albula an die Epoche der Pendelzüge erinnern.